# Sworn In
Sworn In var ett amerikanskt metalcoreband från Grayslake, Illinois. Bandet bildades 2011 och upplöstes 2022.
De var kontrakterade till Razor & Tie från maj 2013 till sommaren 2016, varefter de skrev kontrakt med Fearless Records.